# Bernard Sachsé
Bernard Sachsé est un cavalier paraplégique né en 1964, vivant actuellement à Tourly dans l'Oise. En 1994 il a été victime d'un accident lors d'un tournage en Suisse,,. Il est auteur du livre Sur mes quatre jambes qui raconte son accident,.

## Biographie

### Jeunesse
Bernard Sachsé est fasciné par les chevaux depuis qu'il a 7 ans. Il intègre l'école du Haras du Pin durant son adolescence. Il va y apprendre la plupart des disciplines équestres. Fort sur ses bases classiques, il s'oriente vers le spectacle et le cinéma au travers du monde équestre.

### Carrière
Il poursuit ensuite sa carrière avec Mario Luraschi. C'est ainsi qu'il va pouvoir participer au tournage d'à peu près 30 films, en tant que cascadeur équestre et régleur. En parallèle, il poursuit ses recherches dans l'équitation et monte sa propre écurie.

### Accident
En 1994, Bernard Sachsé est contacté par Mario Luraschi, lui demandant de le rejoindre avec deux chevaux à Genève pour tourner une scène censée se passer sur un terrain de polo, au cours d'un match. Une fois arrivé sur le tournage, Mario lui explique ce que le metteur en scène souhaiterait. Il y a trois prises, qui ne sont pas réussies, la quatrième est mieux mais ce n'est pas encore parfait ; ils décident alors d'en faire une cinquième. Celle-ci est parfaite, mais le cheval s'est relevé trop tôt et donne un coup de pied dans le dos de Bernard Sachsé.

## Filmographie
- 1979 : L'Étalon noir de Carroll Ballard
- 1987 : Napoléon et Joséphine : Une histoire d'amour (en) de Richard T. Heffron (feuilleton télévisé)
- 1990 : Cyrano de Bergerac de Jean-Paul Rappeneau
- 1990 : Lacenaire de Francis Girod
- 1992 : La Belle Histoire de Claude Lelouch
- 1992 : Le Retour de Casanova d'Édouard Niermans
- 1993 : Germinal de Claude Berri
- 1993 : Les Visiteurs de Jean-Marie Poiré
- 1993 : Louis, enfant roi de Roger Planchon
- 1994 : Jeanne la Pucelle de Jacques Rivette.
- 1994 : La Reine Margot de Patrice Chéreau
- 1994 : La Fille de d'Artagnan de Bertrand Tavernier
- 1995 : Un si bel orage de Jean-Daniel Verhaeghe
- 1995 : Le Hussard sur le toit de Jean-Paul Rappeneau

## Livre
Il publie en 2005 son livre autobiographique, Sur mes quatre jambes, qu'il a coécrit avec la journaliste Véronique Pellerin.

## Film
Le livre de Bernard Sachsé a inspiré Denis Dercourt pour son film En équilibre. Ce film parle d'un homme devenu paraplégique à la suite d'un accident sur un tournage. Ce cavalier va donc remonter à cheval et continuer le cours de sa vie. Albert Dupontel y incarne le personnage principal du film aux côtés de Cécile De France,.
Dans le film, les cascades équestres sont doublées par Arnaud Leroux.

## Palmarès
- Médaille de bronze aux jeux paralympiques d'Atlanta en 1996.
- Participation aux jeux paralympiques de Sydney en 2000.